# Henning (Minnesota)
Henning – miasto w Stanach Zjednoczonych, w stanie Minnesota, w hrabstwie Otter Tail.